# Oxintes
Oxintes (em grego clássico: Οξύντης; romaniz.: Oxýntēs) foi um rei mítico de Atenas, filho de Demofonte (e, portanto, neto de Teseu) e Fílis. Teve dois filhos, Afidas e Timetes, que se sucederam, um após o outro, no trono.